# Индийско-малайзийские отношения

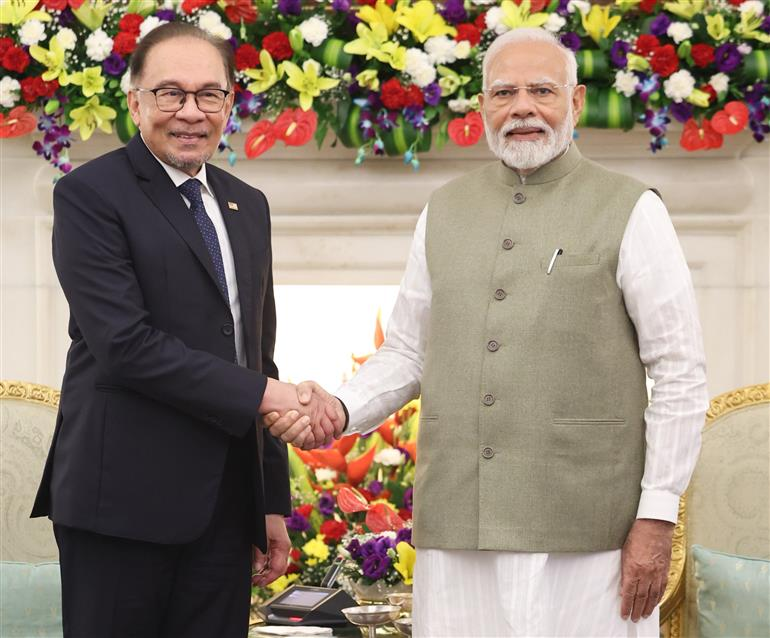
Премьер-министр Индии Нарендра Моди (справа) и премьер-министр Малайзии Анвар Ибрагим (слева) в Хайдарабадский дворец в Нью-Дели, 20 августа 2024 года.

Индийско-малайзийские отношения — двусторонние дипломатические отношения между Индией и Малайзией, установленные в 1957 году. Индия стала одним из основных торговых партнёров Малайзии, было создано несколько десятков совместных предприятий, в Малайзии проживает значительная индийская община. Очень тесное сотрудничество между двумя странами сложилось в сфере высшего образования — значительная часть врачей в Малайзии получила образование в Индии.

## История
Контакты между Индией и Малайзией существовали давно. В начале I тыс. н. э. на территории Малайзии появились индийцы. Индийские торговцы и миссионеры принесли в Малайзию буддизм, индуизм и ислам. В XIX веке Индия и Малайзия оказались в составе Британской империи. В колониальный период в конце XIX — начале XX веков в Малайзии сформировалась индийская диаспора.
Дипломатические отношения между Индией и Малайзией были установлены в 1957 году. В 1960-е годы тесное сотрудничество существовало между премьер-министрами двух стран — Джавахарлалом Неру и Абдулом Рахманом.
Руководители Индии часто посещали Малайзию. В 2010 году Малайзию посетил Манмохан Сингх. В декабре 2012 года премьер-министр Малайзии Наджиб Тун Разак встретился с премьер-министром Индии Манмоханом Сингхом во время саммита «АСЕАН — Индия». В 2015 году во время визита Нарендры Моди между двумя странами было установлено стратегическое партнёрство. В 2018 году Наджиб Тун Разак посетил Индию, а Нарендра Моди вновь совершил визит в Малайзию.
В 1992 году была создана Индийско-малайзийская совместная комиссия под председательством министров иностранных дел, которая функционировала и в 2023 году. В 1997 году было подписано двусторонне соглашение о защите инвестиций. 27 октября 2010 года премьер-министры двух стран открыли Индийско-малайзийский форум руководителей компаний, заседания которого проходили впоследствии то в Индии, то в Малайзии и последнее заседание прошло 14 февраля 2019 года в Куала-Лумпуре.
В мае 2012 года было подписано пересмотренное соглашение об избежании двойного налогообложения. В июне 2013 года был принят меморандум о взаимопонимании по сотрудничеству в таможенных вопросах.
В 2019—2020 годах между двумя странами имело место обострение отношений из-за статуса Кашмира. Премьер-министр Малайзии Махатхир Мохамад подверг критике индийский закон, который предоставил право гражданства только тем мигрантам из Пакистана, Бангладеш и Афганистана, которые не являлись мусульманами. 28 сентября 2019 года на Генеральной Ассамблее ООН Махатхир Мохамад обвинил Индию во вторжении и в оккупации Джамму и Кашмира. Кроме того, власти Малайзии отказались выдать Индии бежавшего в Малайзию в 2016 году мусульманского проповедника Закира Найка.
После комментариев Махатхира Мохамада Индия ограничила импорт малайзийского пальмового масла. Однако вскоре Махатхир Мохамад перестал быть премьер-министром Малайзии и его преемник Мухиддин Яссин подписал контракт с Индией на импорт 100 тысяч тонн риса. После этого власти Индии сняли все торговые запреты на импорт малайзийского пальмового масла.
Факторами, которые влияют на отношения Индии и Малайзии являются наличие в Малайзии двух крупных диаспор — индийской и пакистанской. Пакистанская диаспора в Малайзии по состоянию на 2023 год была крупнейшей в Юго-Восточной Азии. Индийская диаспора в Малайзии была, по состоянию на 2023 год, третьей в мире по численности, к ней принадлежали премьер-министры Малайзии Махатхир Мохамад и А. Ибрагим.
По состоянию на 2023 год между Индией и Малайзией были созданы следующие совместные рабочие группы:
- Совместная рабочая группа по борьбе с терроризмом и транснациональной преступностью;
- Объединённый комитет по науке и технике;
- Совместная рабочая группа по информационным технологиям;
- Индийско-малайзийская совместная рабочая группа по вопросам труда;
- Совместная рабочая группа по высшему образованию;
- Совместная рабочая группа по возобновляемым источникам энергии;
- Совместная рабочая группа по государственному управлению;
- Двустороннее техническое совещание по сотрудничеству в области традиционной медицины.

## Экономическое сотрудничество
В феврале 2011 года Малайзия подписала соглашение о свободной торговле с Индией, которое вступило в силу 1 июля 2011 года.
Индия стала крупнейшим торговым партнёром Малайзии в Южной Азии после Китая, а Малайзия превратилась в 13-го по величине торгового партнёра Индии. В 2018—2019 финансовом году двусторонний товарооборот составил 17,24 млрд долларов: экспорт Индии составил 6,43 млрд долларов, а импорт — 10,81 млрд долларов. Двусторонний товарооборот в 2021—2022 финансовом году превысил 19 млрд долларов. В 2021—2022 финансовом году индийский экспорт составил 6,99 млрд долларов, в том числе:
- Минеральное топливо, минеральные масла и продукты, битуминозные вещества и минеральные воски на сумму в 2,238 млрд долларов;
- Органические химикаты на сумму в 0,510 млрд долларов.

Импорт Индии из Малайзии в 2021—2022 финансовом году составил 12,4 млрд долларов, в том числе:
- Животные или растительные жиры и масла и продукты их расщепления, животные растительные воски на сумму в 4,43 млрд долларов;
- Минеральное топливо, минеральные масла и продукты, битуминозные вещества, минеральные воски на сумму в 1,345 млрд долларов.

Объём прямых иностранных инвестиций в Малайзию из Индии за период с апреля 2000 года по сентябрь 2022 года составил 1,161 млрд долларов. В 2023 году было объявлено о переходе на рупии в совместных расчётах.
Первое совместное предприятие заработало в 1968 году. В 1970-х — начале 1980-х годах в Малайзии было самое большое количество индийских совместных предприятий в мире. 11 июля 2012 года начали работу три совместных банка.
По состоянию на 2023 год индийские компании в Малайзии занимались переработкой пальмового масла, энергетикой, железными дорогами, информационными технологиями, биотехнологиями, производством промышленных товаров, образованием и гражданским строительством. По состоянию на 2023 год в Малайзии действовали более 150 индийских компаний, в том числе 61 совместное предприятие.
В 2019 году в Малайзию прибыло более 735 тысяч туристов из Индии, а Индию посетили более 332 тысяч малайзийцев.

## Военное сотрудничество
Каждые два года Военно-морские силы Индии и Малайзии участвуют в многосторонних учениях. Регулярно проводились встречи министров обороны двух стран. В 2008—2010 годах индийские военные пилоты обучали малайзийских коллег.

## Сотрудничество в сфере культуры
По состоянию на 2023 год в Индии обучались 3 тысячи малайзийских студентов, а около 1,5 тысяч индийских студентов учились в Малайзии. В основном малайзийцы учились на медицинских специальностях — по состоянию на 2023 год около 30 % врачей в Малайзии получили образование в Индии. Власти Индии предоставляли стипендии малайзийским студентам. В 1964 году по инициативе Джавахарлала Неру была создана специальная программа ежегодной помощи студентам из Малайзии.
В феврале 2010 года в Куала-Лумпуре был основан центр индийской культуры.

## Дипломатические представительства
По состоянию на 2023 год в Куала-Лумпуре действовала Высшая комиссия Индии. У Малайзии по состоянию на 2023 год были Верховная комиссия в Нью-Дели и генеральные консульства в Мумбаи и Ченнаи.